# DVD Studio Pro
DVD Studio Pro era un programma dedicato alla creazione di DVD Video prodotto da Apple. Il programma si è fermato alla quarta versione nel 2009 e fu sviluppato su DVD Maestro della Spruce Technologies, acquisita da Apple nel 2001. DVD Studio Pro è nato per realizzare DVD di alta qualità e infatti è dotato di un particolare motore di compressione video in grado di convertire i filmati memorizzati su HD in formato MPEG 2 mantenendo la miglior qualità video. Il programma supporta anche i formati audio multicanale come l'AC3  (Dolby) e gestisce le musiche nel formato DTS. Il programma include un'interfaccia grafica per realizzare le transizioni e i menu del DVD. Include 30 diverse transizioni ed è in grado di importare direttamente i progetti di Motion, Final Cut Pro e Soundtrack Pro.